# IBM 3740
IBM 3740データ入力システム（-いちななよんまるデータにゅうりょく-、英語: IBM 3740 Data Entry System）はIBMが1973年に米国で発表したデータ入力用のシステムである。入力されたデータは初めて、新しいメディアである8インチ・ディスケットに記録し、従来のパンチカード方式に代わるものであった。

## 構成

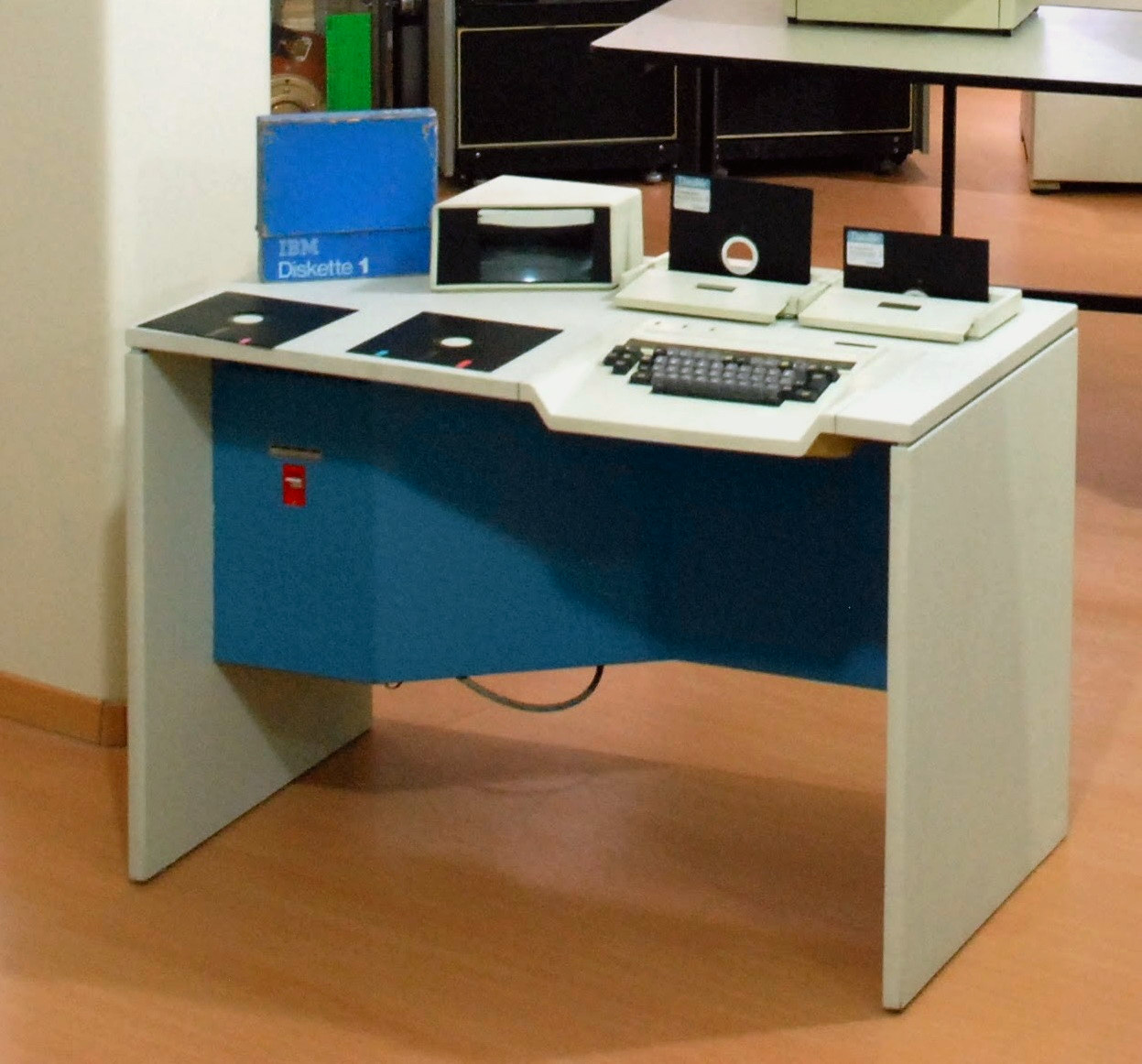
IBM 3741 データ

IBM 3740システムは次のような構成であった：  
- IBM 3741 データ・ステーション
- IBM 3742 デュアル・データ・ステーション
- IBM 3747 データ・コンバーター（ディスケット20枚を収容でき、ディスケット上のデータを半インチ磁気テープ上に変換）
- IBM 3713 プリンター（最高毎秒40英数字を印刷）
- IBM 3540 ディスケット入出力装置（ディスケット20枚を収容でき、IBM System/360または System/370へ接続)

このシステムは1973年1月に米国で発表され、その年の第2四半期に出荷され、1983年12月の発売中止された。開発はIBMのミネソタ州ロチェスター事業所で開発された。
IBM 3740システムは、従来のパンチカード方式に代わるものであった。

## 参照項目
- IBM 1030